# Вулиця Вінні-Пуха
Вулиця Вінні-Пуха (пол. Ulica Kubusia Puchatka — вулиця у Середмісті Варшави, яка проходить від вулиці Святого хреста до вулиці Варецької.

## Історія
Вулиця була закладена в першій половині 1950-х років на місці руїн будівель, зруйнованих під час Другої світової війни, і призначалася для розвантаження вулиці Нови Свят. Проєкт забудови вулиці розроблений архітектором Зигмунтом Стемпіньським та студентами Варшавського технологічного університету.

## Опис
Вулиця має довжину 149 метрів та ширину 23 метри, забудована чотириповерховими житловими будинками, перші поверхи яких призначені для магазинів та офісів. Уздовж вулиці 1954 року було висаджено два ряди лип, спеціально завезених із Щецина. Неподалік розташована станція 2-ї лінії варшавського метро Новий Свят — Університет.
Вулиця названа на честь персонажа відомої казки Алана Мілна — плюшевого ведмежа Вінні-Пуха, який зображений на табличці з назвою в компанії свого друга Паці.
Крім Варшави, вулиці Вінні-Пуха є також в польських містах Ольштині та Познані.

## Галерея

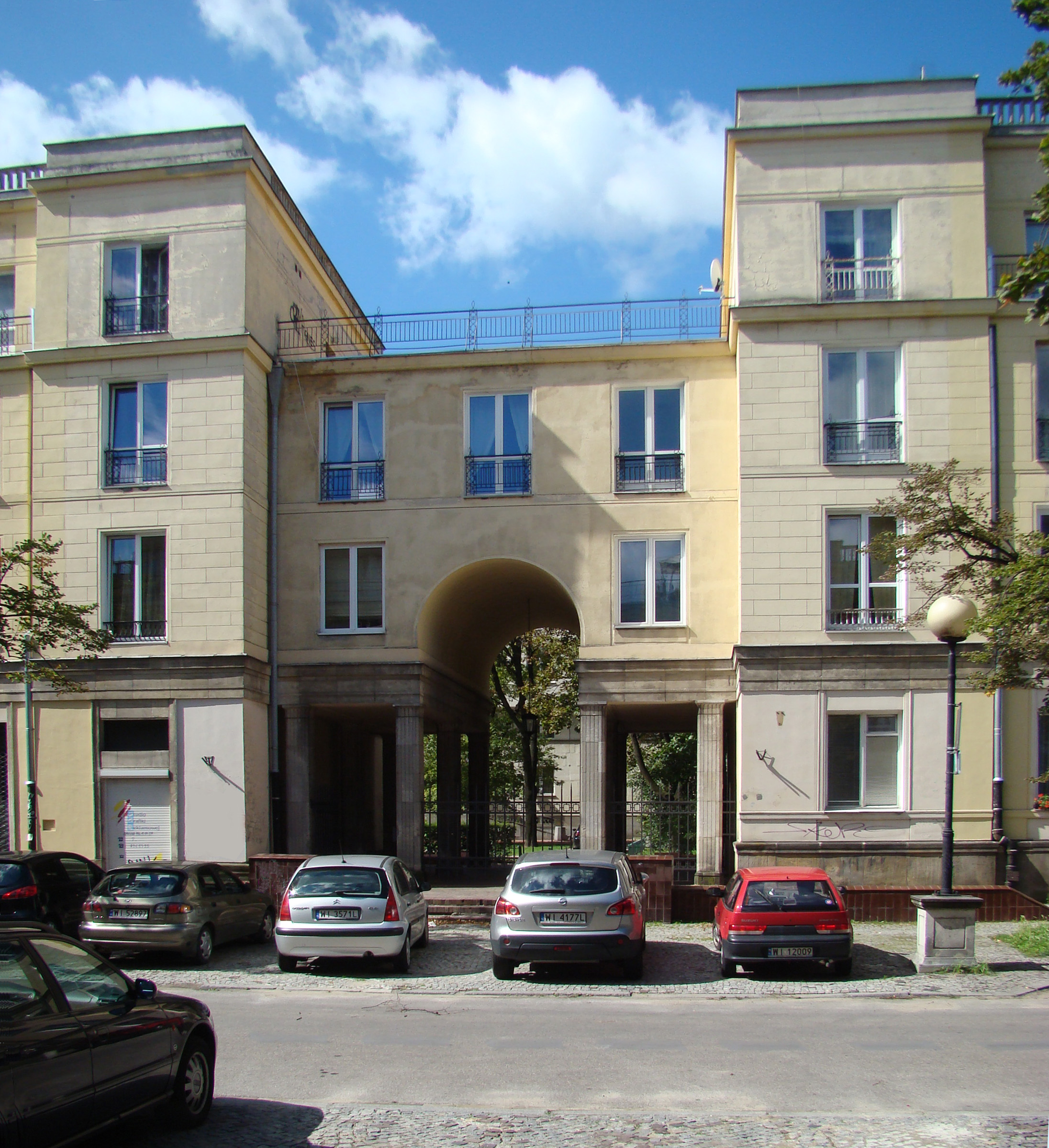
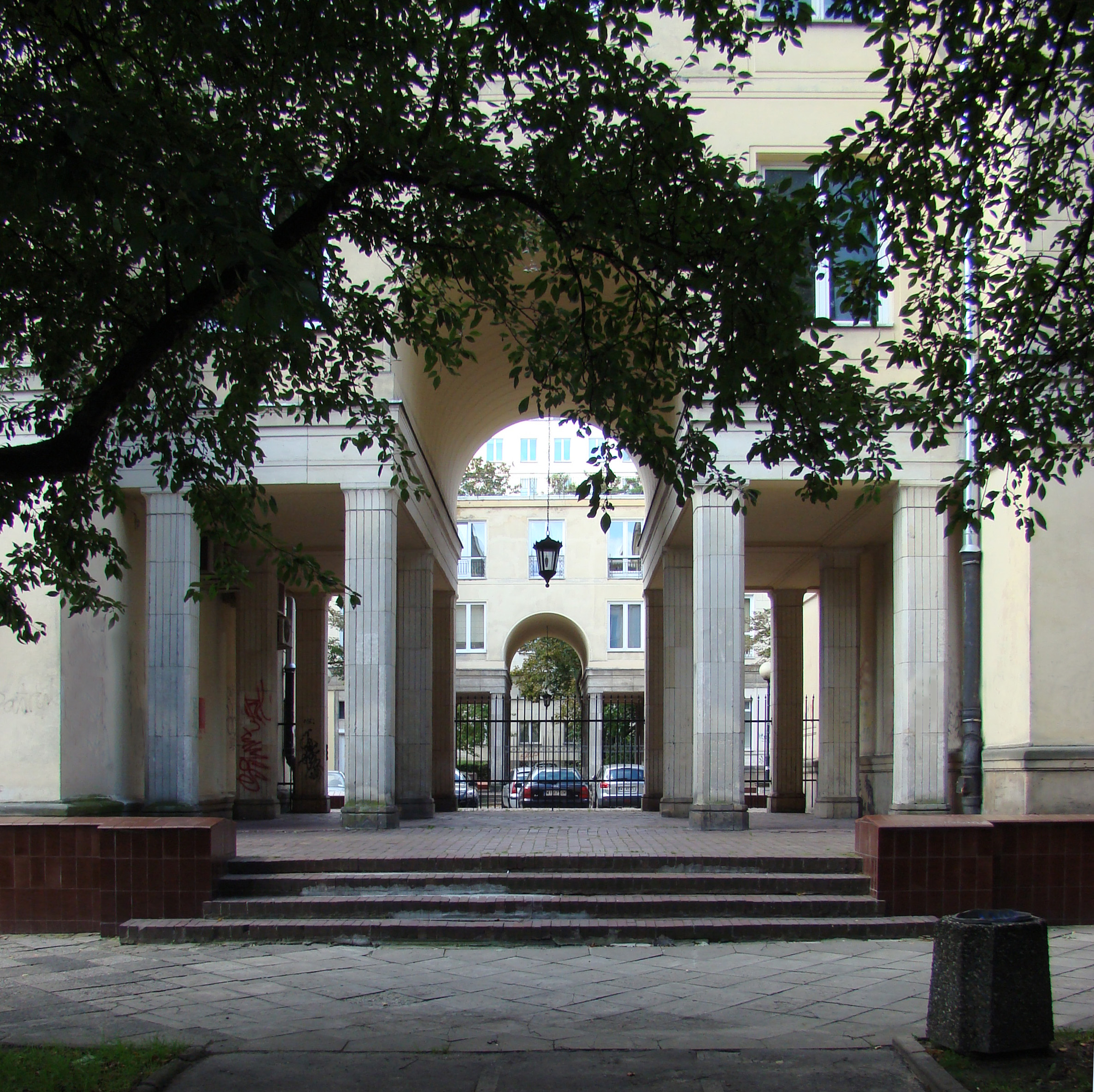
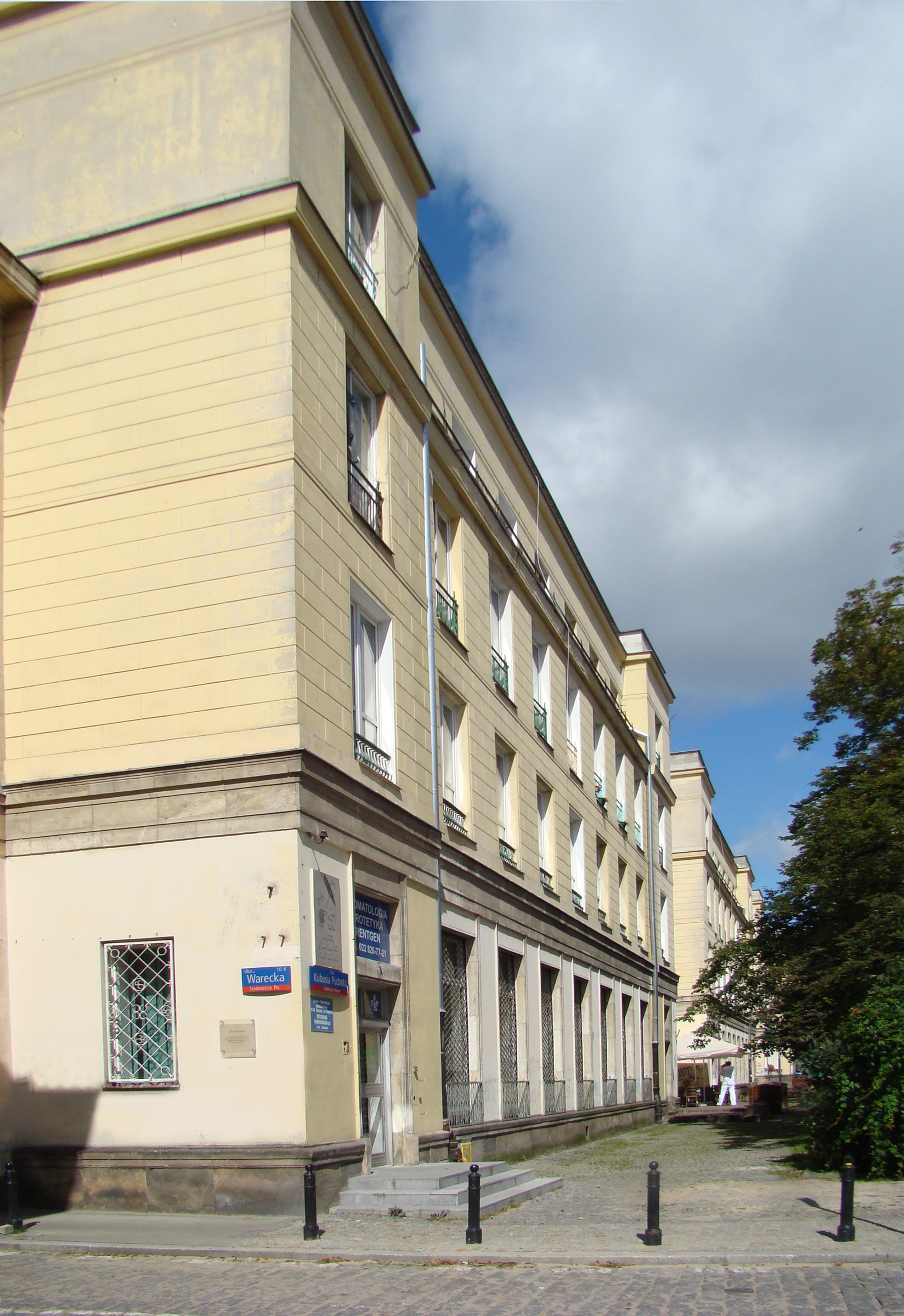
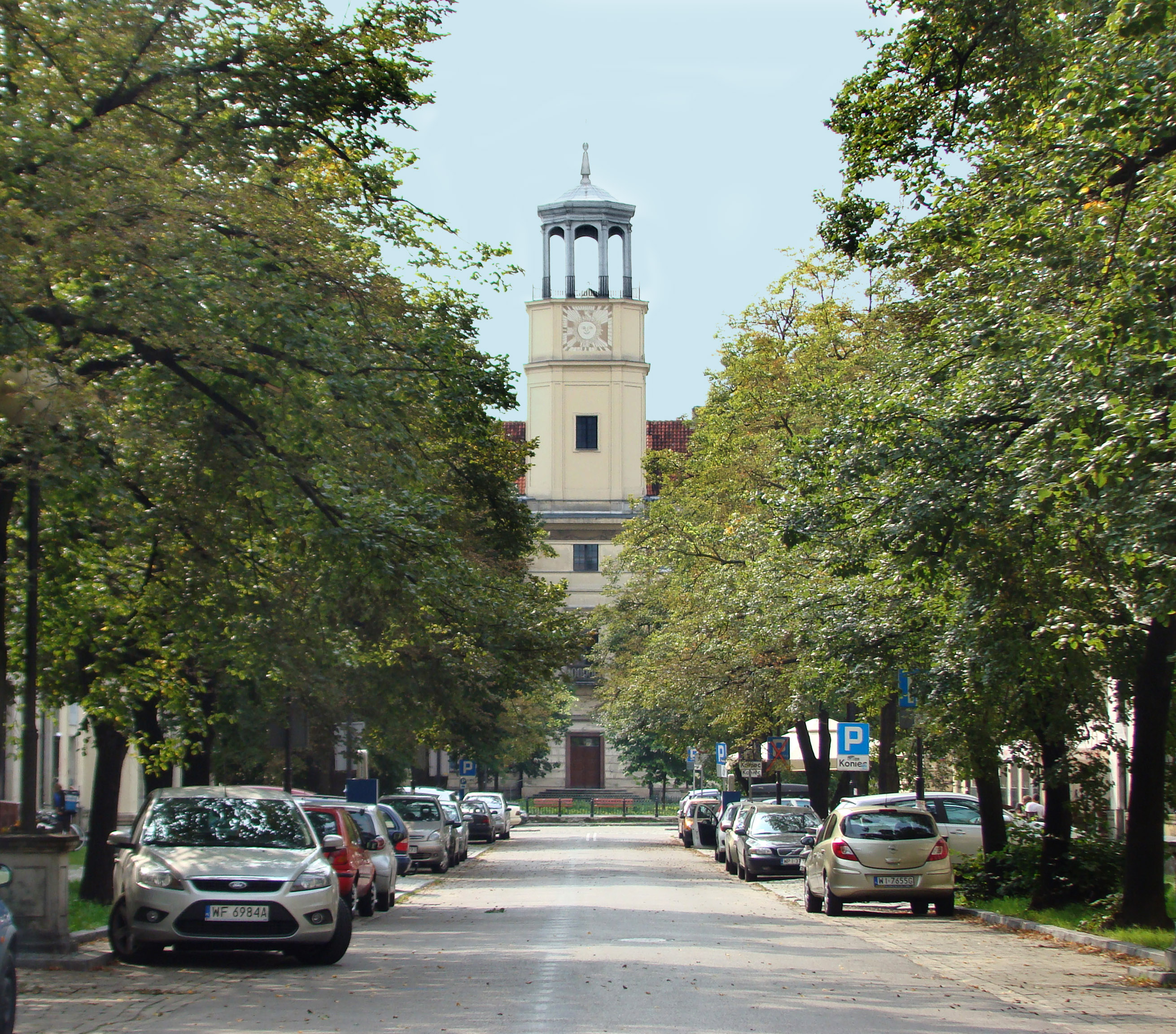